# Ladies Tour of Norway TTT 2018
La 1.ª edición de la prueba contrarreloj por equipos Ladies Tour of Norway  se celebró el 16 de agosto de 2018 sobre un recorrido de 24,2 km con inicio en Aremark y final en la comuna de Halden en Noruega.
La carrera hizo parte del UCI WorldTour Femenino 2018 como competencia de categoría 1.WWT del calendario ciclístico de máximo nivel mundial siendo la decimonovena carrera de dicho circuito y fue ganada por el equipo de licencia neerlandesa el Team Sunweb, conformado por las ciclistas Ruth Winder, Coryn Rivera, Floortje Mackaij, Liane Lippert, Leah Kirchmann y Lucinda Brand. El podio lo completaron el equipo australiano Mitchelton Scott y el equipo danés Cervélo-Bigla.

## Equipos
Tomarán parte en la carrera un total de 21 equipos, de los cuales 19 fueron equipos de categoría UCI Team Femenino invitados por la organización y 2 selecciones nacionales. Los equipos participantes fueron:
| Equipos femeninos (18)- Alé Cipollini - Bepink - Boels Dolmans - BTC City Ljubljana - Canyon-SRAM Racing - Cogeas - FDJ-Nouvelle Aquitaine-Futuroscope - Hitec Products-Birk Sport - Lotto Soudal Ladies - Mitchelton-Scott - Movistar Team - Sunweb - Tibco-Silicon Valley Bank - Valcar PBM - Virtu - WaowDeals - Wiggle High5 - Cervélo Bigla Equipos nacionales (2)- Noruega - Suecia |
| |

## Clasificaciones finales
Las clasificaciones finalizaron de la siguiente forma:

### Clasificación general
| \| Clasificación general \| Clasificación general \| Clasificación general \| Clasificación general \| Clasificación general \| Clasificación general \| \| Equipo \| Equipo \| Tiempo \| Diferencia \| Promedio \| \| \| --------------------- \| ---------------------------------- \| --------------------- \| --------------------- \| --------------------- \| --------------------- \| \| 1.º \| Sunweb \| 29 min 53 s \| 0 s \| 48.790 km/h \| \| \| 2.º \| Mitchelton-Scott \| 30 min 31 s \| + 38 s \| 47.777 km/h \| \| \| 3.º \| Cervélo Bigla \| 31 min 02 s \| + 1 min 09 s \| 46.982 km/h \| \| \| 4.º \| Canyon-SRAM Racing \| 31 min 04 s \| + 1 min 11 s \| 46.931 km/h \| \| \| 5.º \| WaowDeals \| 31 min 14 s \| + 1 min 21 s \| 46.681 km/h \| \| \| 6.º \| Boels Dolmans \| 31 min 30 s \| + 1 min 37 s \| 46.286 km/h \| \| \| 7.º \| Wiggle High5 \| 31 min 37 s \| + 1 min 44 s \| 46.115 km/h \| \| \| 8.º \| Movistar Team \| 32 min 15 s \| + 2 min 22 s \| 45.209 km/h \| \| \| 9.º \| Virtu \| 32 min 26 s \| + 2 min 33 s \| 44.954 km/h \| \| \| 10.º \| Lotto Soudal Ladies \| 32 min 45 s \| + 2 min 52 s \| 44.519 km/h \| \| \| 11.º \| BTC City Ljubljana \| 32 min 49 s \| + 2 min 56 s \| 44.429 km/h \| \| \| 12.º \| Tibco-Silicon Valley Bank \| 32 min 53 s \| + 3 min 00 s \| 44.339 km/h \| \| \| 13.º \| Alé Cipollini \| 33 min 05 s \| + 3 min 12 s \| 44.071 km/h \| \| \| 14.º \| Bepink \| 33 min 19 s \| + 3 min 26 s \| 43.762 km/h \| \| \| 15.º \| Valcar PBM \| 33 min 23 s \| + 3 min 30 s \| 43.674 km/h \| \| \| 16.º \| Hitec Products-Birk Sport \| 33 min 23 s \| + 3 min 30 s \| 43.674 km/h \| \| \| 17.º \| FDJ-Nouvelle Aquitaine-Futuroscope \| 33 min 38 s \| + 3 min 45 s \| 43.350 km/h \| \| \| 18.º \| Noruega \| 34 min 05 s \| + 4 min 12 s \| 42.778 km/h \| \| \| 19.º \| Cogeas \| 34 min 17 s \| + 4 min 24 s \| 42.528 km/h \| \| \| 20.º \| Suecia \| 35 min 12 s \| + 5 min 19 s \| 41.420 km/h \| \| |                                    |             |              |             |
| |                                    |             |              |             |
| Fuente: ProCyclingStats |                                    |             |              |             |
| Clasificación general |                                    |             |              |             |
| Equipo | Equipo                             | Tiempo      | Diferencia   | Promedio    |
| 1.º | Sunweb                             | 29 min 53 s | 0 s          | 48.790 km/h |
| 2.º | Mitchelton-Scott                   | 30 min 31 s | + 38 s       | 47.777 km/h |
| 3.º | Cervélo Bigla                      | 31 min 02 s | + 1 min 09 s | 46.982 km/h |
| 4.º | Canyon-SRAM Racing                 | 31 min 04 s | + 1 min 11 s | 46.931 km/h |
| 5.º | WaowDeals                          | 31 min 14 s | + 1 min 21 s | 46.681 km/h |
| 6.º | Boels Dolmans                      | 31 min 30 s | + 1 min 37 s | 46.286 km/h |
| 7.º | Wiggle High5                       | 31 min 37 s | + 1 min 44 s | 46.115 km/h |
| 8.º | Movistar Team                      | 32 min 15 s | + 2 min 22 s | 45.209 km/h |
| 9.º | Virtu                              | 32 min 26 s | + 2 min 33 s | 44.954 km/h |
| 10.º | Lotto Soudal Ladies                | 32 min 45 s | + 2 min 52 s | 44.519 km/h |
| 11.º | BTC City Ljubljana                 | 32 min 49 s | + 2 min 56 s | 44.429 km/h |
| 12.º | Tibco-Silicon Valley Bank          | 32 min 53 s | + 3 min 00 s | 44.339 km/h |
| 13.º | Alé Cipollini                      | 33 min 05 s | + 3 min 12 s | 44.071 km/h |
| 14.º | Bepink                             | 33 min 19 s | + 3 min 26 s | 43.762 km/h |
| 15.º | Valcar PBM                         | 33 min 23 s | + 3 min 30 s | 43.674 km/h |
| 16.º | Hitec Products-Birk Sport          | 33 min 23 s | + 3 min 30 s | 43.674 km/h |
| 17.º | FDJ-Nouvelle Aquitaine-Futuroscope | 33 min 38 s | + 3 min 45 s | 43.350 km/h |
| 18.º | Noruega                            | 34 min 05 s | + 4 min 12 s | 42.778 km/h |
| 19.º | Cogeas                             | 34 min 17 s | + 4 min 24 s | 42.528 km/h |
| 20.º | Suecia                             | 35 min 12 s | + 5 min 19 s | 41.420 km/h |

## UCI WorldTour Femenino
La Ladies Tour of Norway TTT  otorga puntos para el UCI WorldTour Femenino 2018, incluyendo a todas las corredoras de los equipos en las categorías UCI Team Femenino. Las siguientes tablas muestran el baremo de puntuación y las 12 corredoras que obtuvieron más puntos:
| Posición   | 1.ª | 2.ª | 3.ª | 4.ª | 5.ª | 6.ª | 7.ª | 8.ª | 9.ª | 10.ª | 11.ª | 12.ª | 13.ª | 14.ª | 15.ª | 16.ª-30.ª | 31.ª-40.ª |
| Puntuación | 200 | 150 | 125 | 100 | 85  | 70  | 60  | 50  | 40  | 35   | 30   | 25   | 20   | 15   | 10   | 5         | 3         |

| Clasificación |                      |                  |        |
| Posición      | Ciclista             | Equipo           | Puntos |
| ------------- | -------------------- | ---------------- | ------ |
| 1.ª           | Ruth Winder          | Team Sunweb      | 33,33  |
| -             | Coryn Rivera         | Team Sunweb      | 33,33  |
| -             | Lucinda Brand        | Team Sunweb      | 33,33  |
| -             | Liane Lippert        | Team Sunweb      | 33,33  |
| -             | Leah Kirchmann       | Team Sunweb      | 33,33  |
| -             | Floortje Mackaij     | Team Sunweb      | 33,33  |
| 2.ª           | Alexandra Manly      | Mitchelton Scott | 25     |
| -             | Annemiek van Vleuten | Mitchelton Scott | 25     |
| -             | Gracie Elvin         | Mitchelton Scott | 25     |
| -             | Amanda Spratt        | Mitchelton Scott | 25     |
| -             | Sarah Roy            | Mitchelton Scott | 25     |
| -             | Jessica Allen        | Mitchelton Scott | 25     |